# Touch Your Woman
Touch Your Woman är ett studioalbum av Dolly Parton, släppt i mars 1972. Titelspåret var en tio-i-topp-countrysingel för Dolly Parton i början av 1972. Albumet was producerades av Bob Ferguson och innehöll, liksom övriga tidiga album av Dolly Parton på RCA, mestadels låtar Dolly Parton skrivit själv, samt några coverversioner.

## Låtlista
1. "Will He Be Waiting"
2. "The Greatest Days of All"
3. "Touch Your Woman"
4. "A Lot Of You Left In Me"
5. "Second Best"
6. "A Little At A Time"
7. "Love Is Only As Strong (As Your Weakest Moment)"
8. "Love Isn't Free"
9. "Mission Chapel Memories"
10. "Loneliness Found Me"